# Ermont
Ermont egy község Franciaországban. Lakosainak száma 29 189 fő (2022. január 1.).

## Földrajza
Ermont Saint-Prix, Sannois, Eaubonne, Franconville, Le Plessis-Bouchard, Saint-Gratien és Saint-Leu-la-Forêt községekkel határos.

## Testvértelepülések
- Lampertheim
- Maldegem
- Adria
- Wierden
- Banbury
- Loja